# .458 Winchester Magnum
Die Patrone .458 Winchester Magnum ist eine leistungsstarke Gewehrpatrone für Großwild.

## Bezeichnung
Im deutschen Nationalen Waffenregister (NWR) wird die Patrone unter Katalognummer 209 unter folgenden Bezeichnungen geführt (gebräuchliche Bezeichnungen in Fettdruck)
- .458 Win Mag (Hauptbezeichnung)
- .458 Win

## Geschichte

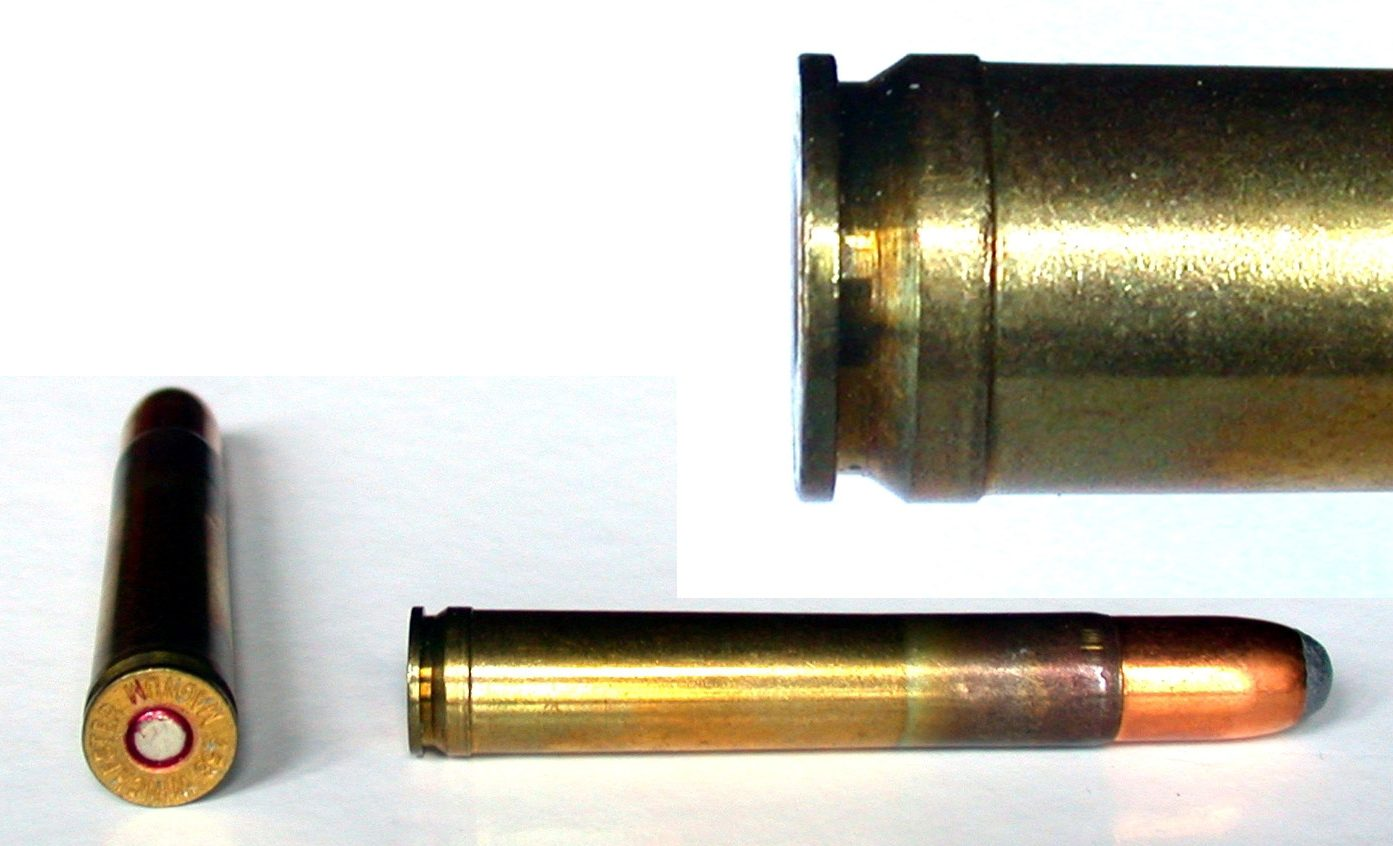
.458 Winchester Magnum

Die .458 Winchester Magnum ist der erste Vertreter der Winchester Magnums. Sie baut auf der .375-Magnum-Gürtelhülse von Holland & Holland auf, die auf 11,6 mm aufgeweitet und auf 63,5 mm verkürzt wurde. Zur Verdeutlichung: Eine Gürtelhülse findet den richtigen Verschlussabstand nicht über die Schulter, wie beispielsweise Flaschenhülsen, oder über den Hülsenrand, wie beispielsweise Randhülsen, sondern über den Gürtel, der sich auf der Hülse oberhalb der Ausziehrille befindet. 1956 wurde die .458 Winch. Mag. mit dem Repetiergewehr Winchester Model 70 African vorgestellt. Die Geschossenergie beträgt, je nach Geschossgewicht, ca. 6000–7000 Joule, bei einer Mündungsgeschwindigkeit von 622–755 m/s. Weitere verwandte Patronen finden sich in der Liste von Winchester-Magnum-Patronen.